# 趙海珠
趙海珠（英語：Alison Chiu Hoi Chu，1981年9月25日—），已婚，前香港新聞主播及記者，現職渣打銀行財富管理業務-高級投資顧問兼董事。

## 簡歷
趙小時候居住於牛頭角淘大花園，於就讀於聖公會基顯小學（1987年至1993年）及鄭植之中學（1993年至2000年）。2003年畢業於香港大學文學院，主修日本研究學，及後於2009年9月入讀香港科技大學工商管理碩士，而且舊同事龔偉怡也是她其中一位同學。2011年與陳昊言 (一輝物流有限公司執行官) - 香港科技大學工商管理系碩士同學結婚，巧合的是它跟丈夫是同月同日出生，而丈夫的年紀也只比她小一年。

### 新聞界發展
趙海珠在2003年7月1日入職無綫新聞，最初擔任實習記者。2004年開始在無綫電視翡翠台及銀河衛視新聞台（現稱為無綫新聞台）報道新聞；2004年5月31日起接替周潔儀出任六點半新聞報道主播。2006年初起不再兼任無綫新聞台主播，專注在翡翠台繼續發展。因她外表亮麗，而且入職不久便旋即擔任被認為是無綫最重要的新聞節目《六點半新聞報道》主播而引起各界注意。部分人對無綫採用無採訪經驗的新人擔任主播感到十分驚訝。
2006年8月至11月，她被調往《香港早晨》擔任主播；而她原本在《六點半新聞報道》的主播席位則不定期由其他女記者頂上，包括郭詠琴、吳雪文及李家文等。2006年12月16日，她離開無綫新聞及資訊部。

### 轉投財經界及地產界
及後趙海珠轉往法國巴黎銀行（下稱法巴）任職公關，並於2月5日起在《AM730》財經版撰寫以她在法巴工作為主的專欄，及於3月5日起與前上司翁世權擔任電視節目《窩輪一眼通》主持。2007年6月，網上有傳聞指趙已向法巴呈辭，並將返回無綫，後來她澄清該消息只是傳聞；其後於2013年3月18日辭任上市衍生產品部聯席董事一職。
2013年4月，趙海珠轉往恒地擔任高級經理一職。並於2017年初辭職。
趙海珠現任香港渣打銀行財富管理投資顧問董事。

### 貝沙灣單位變銀主盤
2023年4月，趙海珠及其丈夫陳昊言的薄扶林貝沙灣單位淪為「銀主盤」，由一間中資銀行接管放售，叫價4,600萬港元。他們於2011年斥資3,100萬港元，購入單位自住，由2013年起，他們疑因旗下的物流公司出現財政困難，曾先後四度將單位加按。2023年10月，該單位將減價至1100萬港元，以3500萬港元開價拍賣。

## 出版書籍
- 《法證實錄：輪商解密與實戰攻防》 （页面存档备份，存于）（與郭小菱、葉偉林合著），經濟日報出版社，ISBN 978-9626786635

## 外部連結
- 傳媒人 （页面存档备份，存于）
- 趙海珠的Facebook專頁
- 趙海珠的新浪微博